# Imlili
Ne doit pas être confondu avec Imlil.

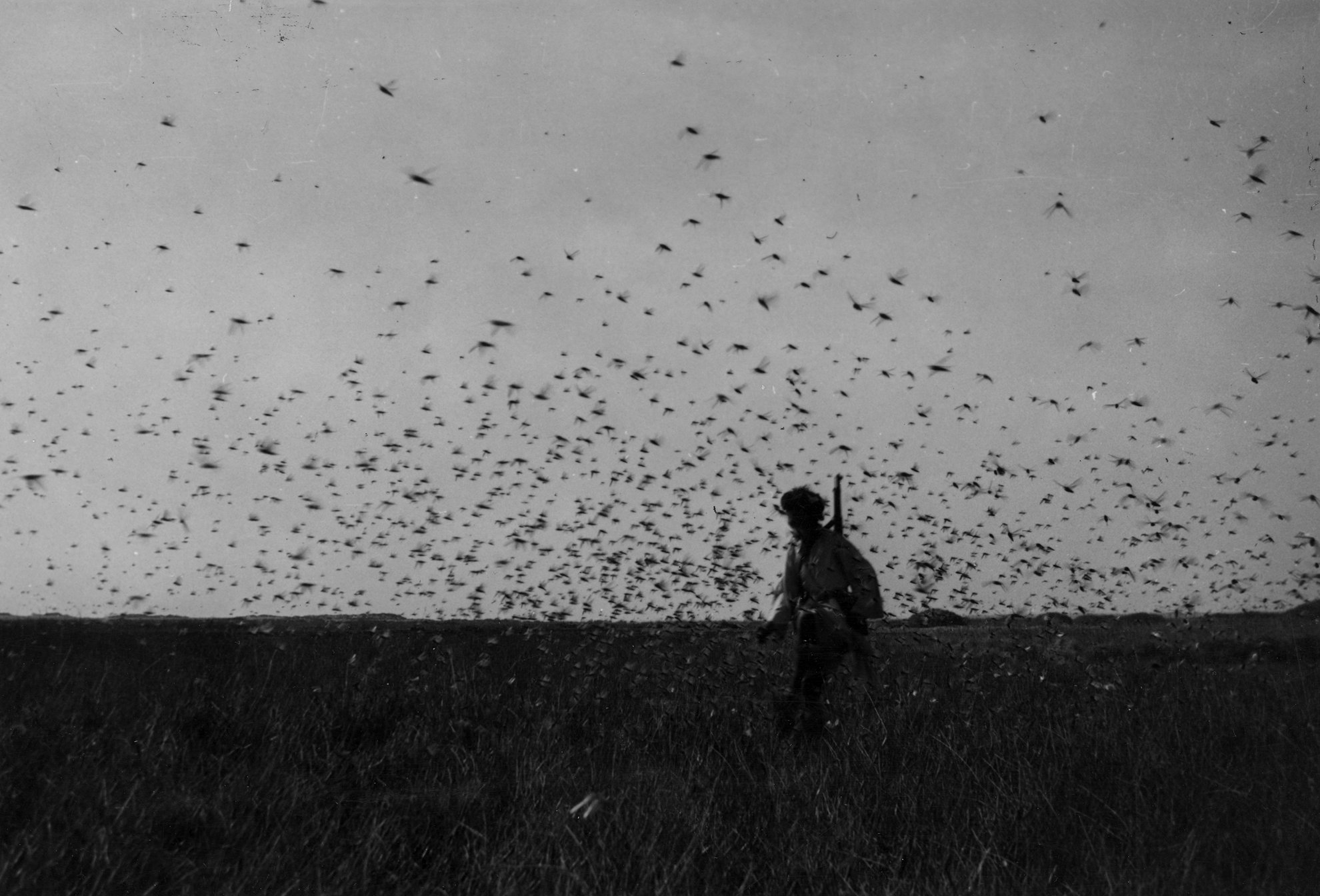
Nuage de criquets pèlerins survolant une zone marécageuse d'Imlili (avril 1944).

Imlili (arabe : إمليلي), également transcrit Imililik, est un village dans le Sud du Sahara occidental.

## Géographie
Le village d'Imlili est situé sur la côte atlantique, à quelques kilomètres de Dakhla, chef-lieu de la province d'Oued Ed-Dahab, dans la région Dakhla-Oued Ed-Dahab. Le village compte un seul habitant permanent. Construit au début des années 2000 dans le cadre du programme marocain de relogement ("programme Al Aouda"), ce village n'a jamais été peuplé, seules quelques maisons sont parfois squattées par des pêcheurs de passage.
À quelques kilomètres au sud du village abandonné se trouve le bidonville Imlili, densément peuplé par intermittence de pêcheurs marocains saisonniers.

## Climat
Imlili possède un climat désertique chaud (classification de Köppen BWh). La température moyenne annuelle est de 20,7 °C. La moyenne des précipitations annuelles est de 37 mm.